# Cyryl IV (patriarcha Konstantynopola)
Cyryl IV, gr. Κύριλλος Δ΄ (zm. 1728) – ekumeniczny patriarcha Konstantynopola w latach 1711–1713.

## Życiorys
Pochodził z Mityleny. Był niezwykle wykształcony. Został wybrany patriarchą w 1711 r. W 1713 r. został zmuszony do ustąpienia. Zmarł w 1728 r.